# 服毒
服毒（ふくどく）とは、薬品を服用することにより、自殺を図ることである。
自殺に使用される薬品は、必ずしも劇薬や毒薬とは限らない。どのような物質であっても過剰に摂取すれば害があることから、どの薬品でも自殺は可能だと考えるべきである。

## 作用量・中毒量・致死量
薬品には、作用量・中毒量・致死量とがある。薬局で簡単に購入できる薬品は、中毒量に達するまで膨大な量を服用しなければならず、身元を明かさなければ購入できない薬品や、医療関係者しか入手できない薬品は、服用すれば直ちに中毒量に達する可能性のある薬品だと考えて差し支えない。
また、作用量・中毒量・致死量には個人差がある。薬品を服用した人物の年齢や体格・健康状態やその薬品に対する耐性などにより、大きく左右される。従って、この薬品をどれだけ服用すれば確実に死亡できるかなどの基準は存在しない。

## メリット・デメリット
服毒は、成功すれば理想的な自殺手段と言われる。酒と共に少しずつ薬品を飲み干していき、やがて眠りに就き、2度と目を覚まさない。しかし服毒が理想的に進むのは稀であり、未遂率が非常に高いのが特徴でもある。大抵は、中毒量に達した時点で、嘔吐してしまうからである。
また、先述したように、中毒量に達する可能性の高い薬品は、医療関係者でない限り入手が非常に困難である。入手の手間を嫌い、身近に転がる毒物をあおってしまう者もいる。煙草に含まれるニコチンは、食べれば青酸に匹敵する毒がある。ただし、食道に焼けるような灼熱感があり、激しい嘔吐を引き起こす。

## 向精神薬
前述の様に、医療関係者もしくは医師の処方箋なくして入手できない向精神薬の幾つかは、薬剤の組み合わせによって致死量が激減するものがある。
作用機序において、特定の脳内物質の放出を促す薬品と、その再吸収を遮断する薬品といった、作用機序に重複した薬品がこれにあたる（異なる物質においても、連鎖反応を招く物も該当する）。
通常の医療において、そのような組み合わせを処方される事は無いが、治療の過程によって異なる複数の余った薬や頓服薬を併せて多量に飲む、いわゆるオーバードーズによって生命に危険が生ずる事がある。向精神薬は病状を劇的に緩和する印象があるが、実際には副作用の苦痛を嫌悪して薬を飲まないで余らせてしまう患者が多い（飲んでも副作用しかなく症状を緩和しない薬を俗称で「ラムネ」と呼び、飲まないで大量に蓄薬してしまう）。脳間基質の脂質に浸透し、神経伝達系に強い影響を与えるエタノール（酒）の併用により、より少ない量で重大な影響を与えてしまう。
脳内物質は体内臓器においても普遍的に存在する物質であるが、その作用や機能の多くは解明されていない。一方で、向精神薬の誤った使用方法によって、それらの物質に作用し、悪性症候群（Syndrome malin）や心臓発作、肝機能障害、重篤な場合には強いショック症状を伴う全身症状を引き起こす事が知られている。
向精神薬であるリチウム製剤は、作用量・中毒量・致死量が近く、単独服用で生命に影響を及ぼす事がある。向精神薬による自殺の可能性が判明した場合、まず直ちに救急車で最寄りの医療機関へ搬送する。その上で体内にある薬品を大量の水を用いた胃洗浄、また薬品の作用を押さえる薬（副腎皮質ホルモン等）の投与など、緊急の対応が必要である。
もし放置した場合、生還率は極めて低く、生還しても重篤な後遺症をもたらす事は珍しくない。